# ヘンリー・バトラー (第4代キャリック伯爵)
第4代キャリック伯爵ヘンリー・トマス・バトラー（英語: Henry Thomas Butler, 4th Earl of Carrick、1834年2月19日 – 1846年4月16日）は、アイルランド貴族。

## 生涯
第3代キャリック伯爵サマセット・リチャード・バトラーと2人目の妻ルーシー・フレンチ（Lucy French、1800年頃 – 1884年10月13日、アーサー・フレンチの娘）の息子として、1834年2月19日に生まれた。
1838年2月4日に父が死去すると、キャリック伯爵の爵位を継承した。
1846年4月16日に在学中に死去、チームで埋葬された。弟サマセット・アーサーが爵位を継承した。